# Nebelspalter
Nebelspalter is een Duitstalig Zwitsers satirisch maandblad.

## Omschrijving
Het blad werd in 1875 in Zürich opgericht door Jean Nötzli (1844–1900) en Johann Friedrich Boscovits, aanvankelijk onder de naam Illustriertes humoristisch-politisches Wochenblatt. Het blad bestaat tot op vandaag en verschijnt sinds 1996 maandelijks. Sinds het stopzetten van het Britse blad Punch in 1992 geldt Nebelspalter als het oudste satirische blad ter wereld.